# Ботаническое сельское поселение
Ботани́ческое се́льское поселе́ние (укр. Ботанічне сільське поселення, крымскотат. Ботаническое кой юрту, Айып кой юрту) — муниципальное образование в составе Раздольненского района Республики Крым России.

## География
Поселение расположено на северо-востоке района, в степном Крыму, выходя на севере к берегу Каркинитского залива Чёрного моря. Граничит на западе с Раздольненским, Чернышёвским, на юге с Ковыльновским, на юге и востоке с Ручьёвским сельскими поселениями.
Площадь поселения 93,97 км².
Основная транспортная магистраль: автодорога 35К-012 Черноморское — Воинка (по украинской классификации — Т-0107}).

## Население
| 2001  | 2014  | 2015  | 2016  | 2017  | 2018  | 2019  |
| ----- | ----- | ----- | ----- | ----- | ----- | ----- |
| 3160  | ↘2596 | ↗2602 | ↘2596 | ↘2580 | ↗2587 | ↘2560 |
| 2020  | 2021  |       |       |       |       |       |
| ↗2562 | ↘2536 |       |       |       |       |       |

## Состав сельского поселения
Поселение включает 3 населённых пункта:
| № | Населённый пункт | Тип населённого пункта | Население на 2014 год |
| - | ---------------- | ---------------------- | --------------------- |
| 1 | Ботаническое     | село, центр            | ↘1661                 |
| 2 | Кумово           | село                   | ↘910                  |
| 3 | Червоное         | село                   | ↘25                   |

## История
В начале 1920-х годов в составе ещё Евпаторийского района был образован Аипский сельский совет. По Всесоюзной переписи 17 декабря 1926 года в сельсовете числилось 2 населённых пункта: Аип и Атай Татарский с населением 440 человек. После создания в 1935 году Ак-Шеихского района (переименованного в 1944 году в Раздольненский) совет включили в состав этого нового района.
Указом Президиума Верховного Совета РСФСР от 21 августа 1945 года Аипский сельсовет был переименован в Степновский сельский совет. С 25 июня 1946 года совет в составе Крымской области РСФСР, а 26 апреля 1954 года Крымская область была передана из состава РСФСР в состав УССР. Время упразднения сельсовета пока не установлено: на 15 июня 1960 года он уже не существовал. Возрождён совет, уже как Ботанический (после переименования села в 1963 году), в январе 1967 года. На 1 января 1968 года в состав входили населённые пункты:

| - Борисовка - Ботаническое - Кропоткино - Кумово | - Портовое - Присивашное - Червоное - Чернышёво |

К 1 января 1977 года был образован Чернышёвский сельский совет, в который отошли Кропоткино, Портовое и Чернышёво. После 1 июня 1977 года ликвидированы Борисовка и Присивашное.
С 12 февраля 1991 года сельсовет в восстановленной Крымской АССР, 26 февраля 1992 года переименованной в Автономную Республику Крым. С 21 марта 2014 года в составе Крыма аннексировано Россией. Законом «Об установлении границ муниципальных образований и статусе муниципальных образований в Республике Крым» от 4 июня 2014 года территория административной единицы была объявлена муниципальным образованием со статусом сельского поселения.